# Leptobrachella natunae
Leptobrachella natunae es una especie  de anfibios de la familia Megophryidae.

## Distribución geográfica
Es endémica de las islas Natuna (Indonesia).